# Sapeornis
Sapeornis ist eine urtümliche Vogel-Gattung, die vor ca. 110–120 Mio. Jahren in der Unterkreide (oberes Aptium-unteres Albium) lebte. Die Gattung enthält (bisher) nur die Art Sapeornis chaoyangensis, dokumentiert durch Fossilienfunde aus der Jiufotang-Formation in der Nähe der Stadt Chaoyang, Provinz Liaoning in der Volksrepublik China. Es wurden hier mehrere nahezu vollständige Skelette entdeckt.

## Etymologie
Die Wortschöpfung Sapeornis leitet sich folgendermaßen ab:
- aus der Abkürzung SAPE für die Society of Avian Paleontology and Evolution,[2]
- aus dem Altgriechischen ὄρνις (ornis) für „Vogel“ sowie chaoyangensis als dem latinisierten Adjektiv zur Stadt Chaoyang, also „chaoyangisch“, „aus Chaoyang“.

## Beschreibung
Dieses Tier hatte eine Lebensgröße von ca. 30–33 cm, die Schwanzfedern (von denen keine Funde vorliegen) nicht mit eingerechnet. Auf Grund seines Körperbaus und einigen bemerkenswerten Übereinstimmungen mit Arten der Oviraptorosauria wie z. B. Caudipteryx wird Sapeornis meist in die verwandtschaftliche Nähe von Omnivoropteryx gerückt.
Die Hand von Sapeornis war wesentlich weiter entwickelt als bei Archaeopteryx. Sie besaß drei Finger, die beiden äußeren Finger hatten jeweils zwei, der Mittelfinger drei Fingerglieder, der Carpometacarpus war fest verwachsen. Die Arme waren eineinhalb mal so lang wie die Beine, was auf eine recht große Flügelfläche schließen lässt. Offensichtlich war der Aufbau des Schultergürtels aber für den Rüttelflug nicht besonders geeignet; auch das Gabelbein war etwas ungewöhnlich – es besaß zwar bereits das Hypokleidum (zentraler Fortsatz am Gabelbein) der weiter fortentwickelten Vogelarten, seine Formgebung war aber noch primitiver als bei Archaeopteryx. Wie bei den Confuciusornithidae war der Humerus groß und durchlöchert – wahrscheinlich um Gewicht einzusparen.
Nur im vorderen Oberkieferbereich hatte der Schädel Zähne. Er ist in etwa vergleichbar mit dem Schädelbau des Archaeopteryx, mit den kleinen Oviraptorosauria und Omnivoropteryx besteht jedoch eine bestechende Ähnlichkeit. Sapeornis besaß außerdem Gastralia (Knochen der Bauchregion) aber keine oder nur verknorpelte Rippenfortsätze (Processus uncinatus). Ein Brustbein war entweder nicht vorhanden oder nur von geringer Größe und ging daher leicht verloren. Das Pygostyl war wie bei Confuciusornis und Nomingia stabförmig und wie Confuciusornis hatte auch Sapeornis keinerlei Schwanzknochen mehr. Die Tarsometatarsi waren im Vergleich mit Archaeopteryx wesentlich stärker miteinander verwachsen, das Wadenbein war lang und reichte bis zum entfernten Ende des oberen Sprunggelenks – im Gegensatz zu den moderneren Vögeln (und einigen Nicht-Vogel-Theropoden, wie z. B. Avimimus). Die erste Zehe zeigte nach hinten. Im Fundstück V12375 des Instituts für Wirbeltierpaläontologie und Paläoanthropologie der Chinesischen Akademie der Wissenschaften (IVPP) enthielt der Magen zahlreiche kleine Magensteine (Gastrolithen).

## Systematik
Unter Heranziehung einer Anzahl moderner Vogelmerkmale wird offensichtlich, dass S. chaoyangensis sich in etwa genauso weit vom „Urvogel“ Archaeopteryx fort entwickelt hat wie Confuciusornis. Seine Apomorphien unterscheiden sich aber sehr stark von den Apomorphien des Confuciusornis; so zeigt denn auch eine Untersuchung der charakteristischen Merkmale, dass die beiden Arten nicht sehr eng miteinander verwandt waren. Da die Befiederung von Sapeornis bisher nicht bekannt ist, kann auch nichts über sein Strömungsprofil ausgesagt werden. Das schmale Pygostyl deutet darauf hin, dass seine Schwanzfedern wie bei den Enantiornithes kurz, oder wie bei Confuciusornis nur spärlich vorhanden waren. Die reduzierten Finger legen das Vorhandensein eines Daumenfittichs nahe. Da Sapeornis nicht besonders an den Rüttelflug angepasst war, dürfte er wahrscheinlich mehr ein Gleiter und/oder Segler gewesen sein, der im Vergleich zu den Enantiornithes und anderen Waldvögeln mehr offene Landschaftsräume bevorzugte, auch wenn er durchaus in der Lage war, sich auch auf Ästen niederzulassen. Kleine Gastrolithen, Körpergröße und vermuteter Lebensraum legen den Schluss nahe, dass Sapeornis höchstwahrscheinlich ein Pflanzenfresser war, der sich von pflanzlichen Samen und Früchten ernährt haben dürfte.